# Anne Kirkpatrick

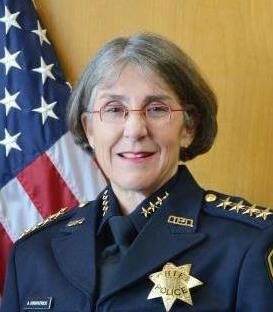
Anne Kirkpatrick

Anne E. Kirkpatrick (* 1959 in Memphis, Tennessee) ist eine US-amerikanische Polizeibeamtin und Führungskraft, die seit 1. November 2023 als Superintendent des New Orleans Police Department (NOPD) tätig ist. Ihre Karriere im Polizeidienst erstreckt sich über mehrere Jahrzehnte und umfasst Führungspositionen in verschiedenen Städten der Vereinigten Staaten. Kirkpatrick hat sich durch ihre Expertise in Bereichen wie Polizeiführung, Gemeinschaftsengagement und Organisationsreform einen Namen gemacht.

## Frühe Jahre und Ausbildung
1959 in Memphis geboren, wuchs Anne Kirkpatrick in ihrer Geburtsstadt auf und besuchte dort die Hutchison School, an der sie 1977 ihren Abschluss machte. Anschließend studierte Kirkpatrick an der University of Memphis, wo sie einen Master-Abschluss in Beratungspsychologie erwarb. Ihre akademische Laufbahn setzte sie später an der Seattle University School of Law fort, um ihre juristischen Kenntnisse zu vertiefen. Kirkpatricks Interesse an einer Karriere in der Strafverfolgung zeigte sich schon früh.

## Karriere

### Stationen bis Anfang 2017
Nach ihrem Studium begann Kirkpatrick ihre Laufbahn im Polizeidienst 1982 beim Memphis Police Department. Anschließend wechselte sie zum Redmond Police Department im Bundesstaat Washington, wo sie den Rang eines Sergeant erreichte und als stellvertretende Kommandantin des Law Enforcement Executive Association’s Leadership Training Program. Dort war sie als National Instructor unter anderem für Strafverfahren, Bias & Diversity, Emotional Intelligence und Leading Generations sowie als taktische Offizierin tätig. Im Laufe ihrer Karriere übernahm Kirkpatrick mehrere Führungspositionen in verschiedenen Polizeibehörden. Sie diente 15 Jahre lang als Chief of Police in den Städten Ellensburg, Federal Way und Spokane im Bundesstaat Washington. Zudem bekleidete sie das Amt des Chief Deputy (Undersheriff) im King County, Washington, wo sie für den täglichen Betrieb einer Behörde mit einem Jahresbudget von 155 Millionen Dollar und 1056 Mitarbeitern verantwortlich war. Nach ihrer Pensionierung als Chief of Police von Spokane im Jahr 2012 wurde Kirkpatrick Führungskräftetrainerin für das Federal Bureau of Investigation (FBI). Im Jahr 2016 war sie eine von drei Finalisten für die Position des Superintendenten des Chicago Police Department (CPD). Mayor Rahm Emanuel ernannte sie daraufhin zum Bureau Chief des Bureau of Professional Standards des CPD. In dieser Funktion war Kirkpatrick für die Reformbemühungen des CPD verantwortlich und fungierte als Verbindungsperson zum Justizministerium während einer Untersuchung wegen möglicher Bürgerrechtsverletzungen.

### Oakland Police Department
Kirkpatrick trat im Februar 2017 als erste Frau in der Geschichte Oaklands das Amt der Chief of Police an. Ihre Ernennung erfolgte nach einer sechsmonatigen landesweiten Suche und wurde von Mayor Libby Schaaf und City Administrator Sabrina Landreth bekannt gegeben. Kirkpatrick übernahm die Leitung einer Behörde, die zuvor von Skandalen erschüttert worden war und in den vorangegangenen sieben Monaten bereits von drei Chiefs besetzt wurde. Während ihrer Amtszeit implementierte Kirkpatrick bedeutende kulturelle Veränderungen in Bezug auf die Erhöhung der polizeilichen Rechenschaftspflicht und Transparenz sowie die Verbesserung der Verfahrensgerechtigkeit. Ihre Amtszeit fiel mit einer 20-jährigen Tiefststand der Mordrate und einem Rückgang der nicht-tödlichen Schießereien zusammen.
Nach knapp drei Jahren im Amt wurde Kirkpatrick im Februar 2020 ohne Angabe von Gründen entlassen. Die Entscheidung wurde einstimmig von der Oakland Police Commission getroffen und von Mayor Schaaf unterstützt. Im Mai 2022 entschied eine Federal Jury, dass Kirkpatrick unrechtmäßig entlassen wurde, weil sie mutmaßliches Fehlverhalten innerhalb der Police Civilian Oversight Commission gemeldet hatte. In der Folge stimmte der Oakland City Council im Juli 2022 einer Vergleichszahlung von 1,5 Millionen Dollar an Kirkpatrick zu.

### New Orleans Police Department
Am 22. September 2023 wurde Kirkpatrick von Mayor LaToya Cantrell in das Amt des Superintendent des New Orleans Police Department (NOPD) berufen, zuerst interim und zum 1. November vereidigt. Sie trat dieses Amt als erste Frau in der Geschichte des NOPD an. Kirkpatricks Ernennung zum Superintendent erfolgte nach einer landesweiten Suche und basierte auf ihrer umfangreichen Erfahrung in der Leitung von Police Departments größerer Städte. In ihrer Position ist sie für die Leitung und Verwaltung des NOPD verantwortlich, wobei ein besonderer Fokus auf der Verbesserung der öffentlichen Sicherheit durch einen ganzheitlichen Ansatz liegt.
In ihrer Rolle als Leiterin des Police Departments von New Orleans war Kirkpatrick bereits mit bedeutenden Herausforderungen konfrontiert. Unter anderem musste sie am 1. Januar 2025 die Öffentlichkeit über einen schwerwiegenden Anschlag informieren, bei dem ein Fahrer absichtlich in eine Menschenmenge im French Quarter fuhr und dabei mindestens 15 Menschen tötete sowie 35 weitere verletzte. Kirkpatrick bezeichnete diesen Angriff als einen Versuch, „so viele Menschen wie möglich zu überfahren“ und ein „Blutbad“ anzurichten. In ihrer Funktion als Police Superintendent leitete sie die Reaktion der Behörde auf diesen als Terrorakt eingestuften Vorfall und arbeitete eng mit bundesstaatlichen Ermittlungsbehörden wie dem Federal Bureau of Investigation (FBI) zusammen.

## Führungsstil und Expertise
Anne Kirkpatrick zeichnet sich durch einen Führungsstil aus, der auf den Prinzipien der prozeduralen Gerechtigkeit und des Servant Leadership basiert. Als erfahrene Polizeiführungskraft legt sie besonderen Wert darauf, eine lernende und wachsende Organisation aufzubauen, die auf bereits geleisteter guter Arbeit aufsetzt. Kirkpatrick verfügt über umfangreiche Expertise in verschiedenen Bereichen der Polizeiarbeit und Führung. Sie ist National Instructor für das FBI Law Enforcement Executive Association’s Leadership Training Program, wo sie Themen wie Bias & Diversity, emotionale Intelligenz und Leading Generations unterrichtet. Zu ihren Fachgebieten gehören auch die Rekrutierung, Einstellung und Bindung von Mitarbeitern, die Umsetzung der Empfehlungen der President’s Task Force on 21st Century Policing sowie das Wohlbefinden von Polizeibeamten. In ihrer Rolle als Superintendent in New Orleans betont Kirkpatrick die Bedeutung von Gemeinschaftsengagement und sieht dies als wichtiges Instrument für die öffentliche Sicherheit. Sie legt Wert auf aktive Zusammenarbeit mit Anwohnern, Geschäftsinhabern und kommunalen Organisationen, um deren Anliegen und Bedürfnisse zu verstehen.

## Kontroversen
Kirkpatrick sah sich nach dem Anschlag in New Orleans in der Silvesternacht 2024/25 heftiger Kritik ausgesetzt. Ihre Äußerungen bei einer Pressekonferenz nach dem Anschlag, bei dem mindestens 15 Menschen getötet und Dutzende verletzt wurden, lösten Empörung aus. Kirkpatrick forderte die Bevölkerung auf, trotz der Tragödie den Tag zu genießen und die Stadt weiterhin zu erkunden. Diese Aussage wurde als unsensibel und unangemessen angesichts des Ausmaßes der Katastrophe empfunden. Zudem geriet Kirkpatrick in die Kritik, weil zum Zeitpunkt des Anschlags Sicherheitspoller an der Bourbon Street fehlten, die solche Fahrzeugattacken hätten verhindern sollen. Die Poller waren kurz zuvor zur Überarbeitung entfernt worden.
Bereits im August 2024 war Kirkpatrick in einen Vorfall verwickelt, bei dem sie mit ihrem Dienstwagen zwei Fußgänger im French Quarter anfuhr. Sie bezeichnete dies später als ihren ersten Verkehrsverstoß in 50 Jahren Fahrpraxis. Im Oktober 2024 sorgte Kirkpatrick für Aufsehen, als sie dem City Council mitteilte, dass Ratten in der Asservatenkammer Marihuana gefressen hätten und „alle high“ seien.
Trotz dieser Kontroversen genoss Kirkpatrick laut einer Umfrage der University of New Orleans im Oktober 2024 als einzige Amtsträgerin in der Stadt eine Zustimmungsrate von über 50 Prozent.